# Roeiriem

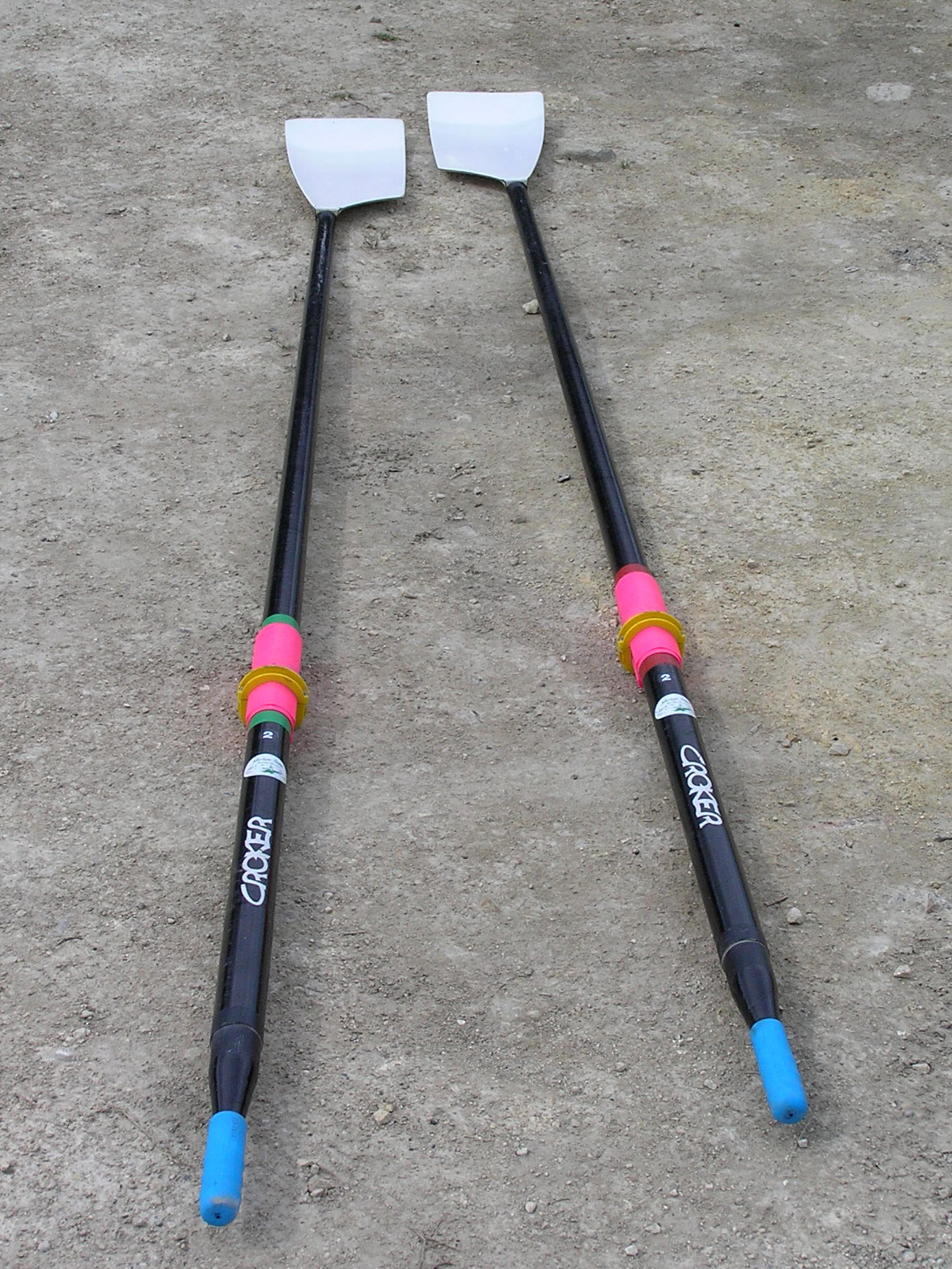
Een stel Croker-roeiriemen voor sportroeien

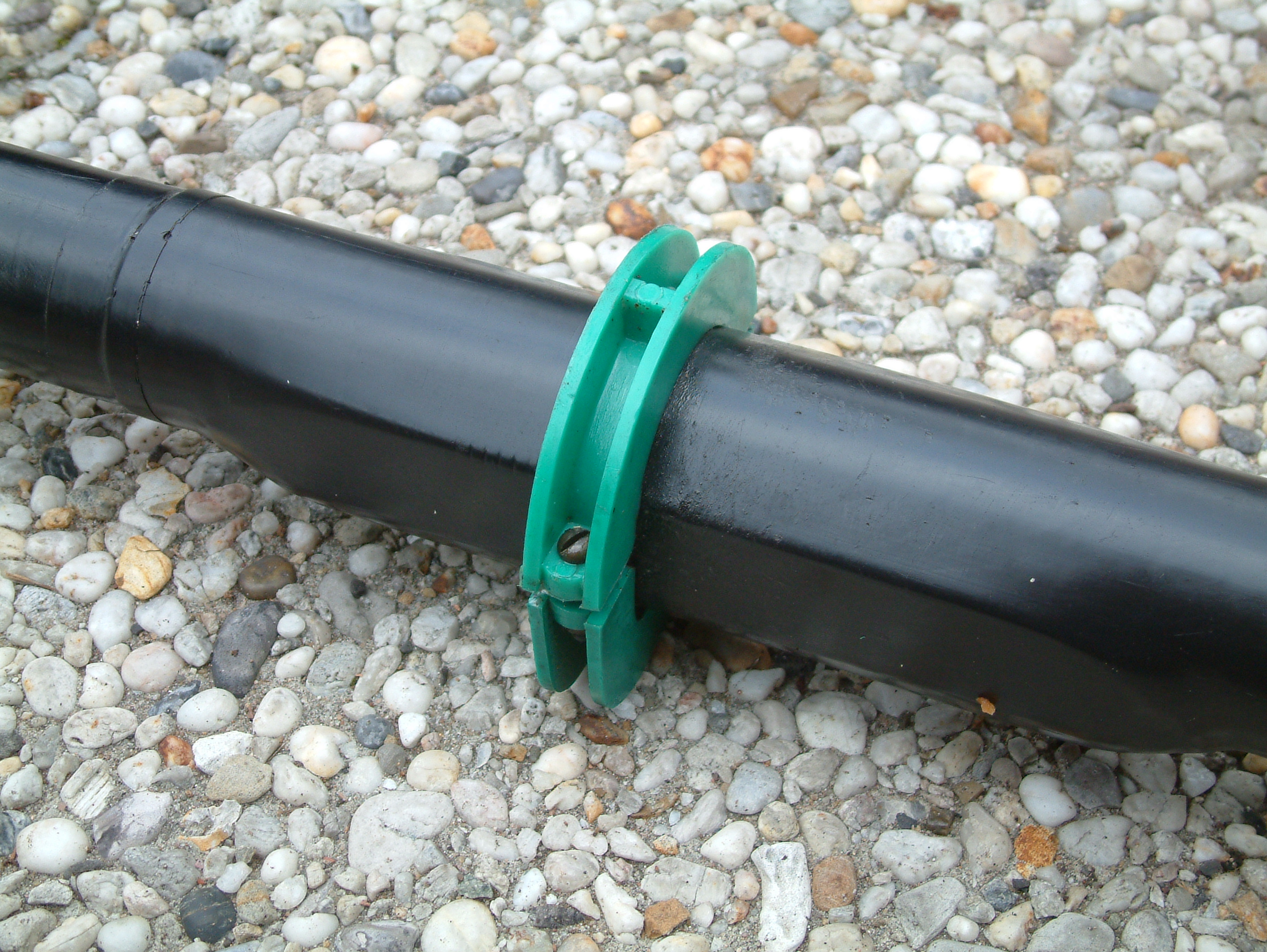
Verstelbaar manchet van een roeiriem

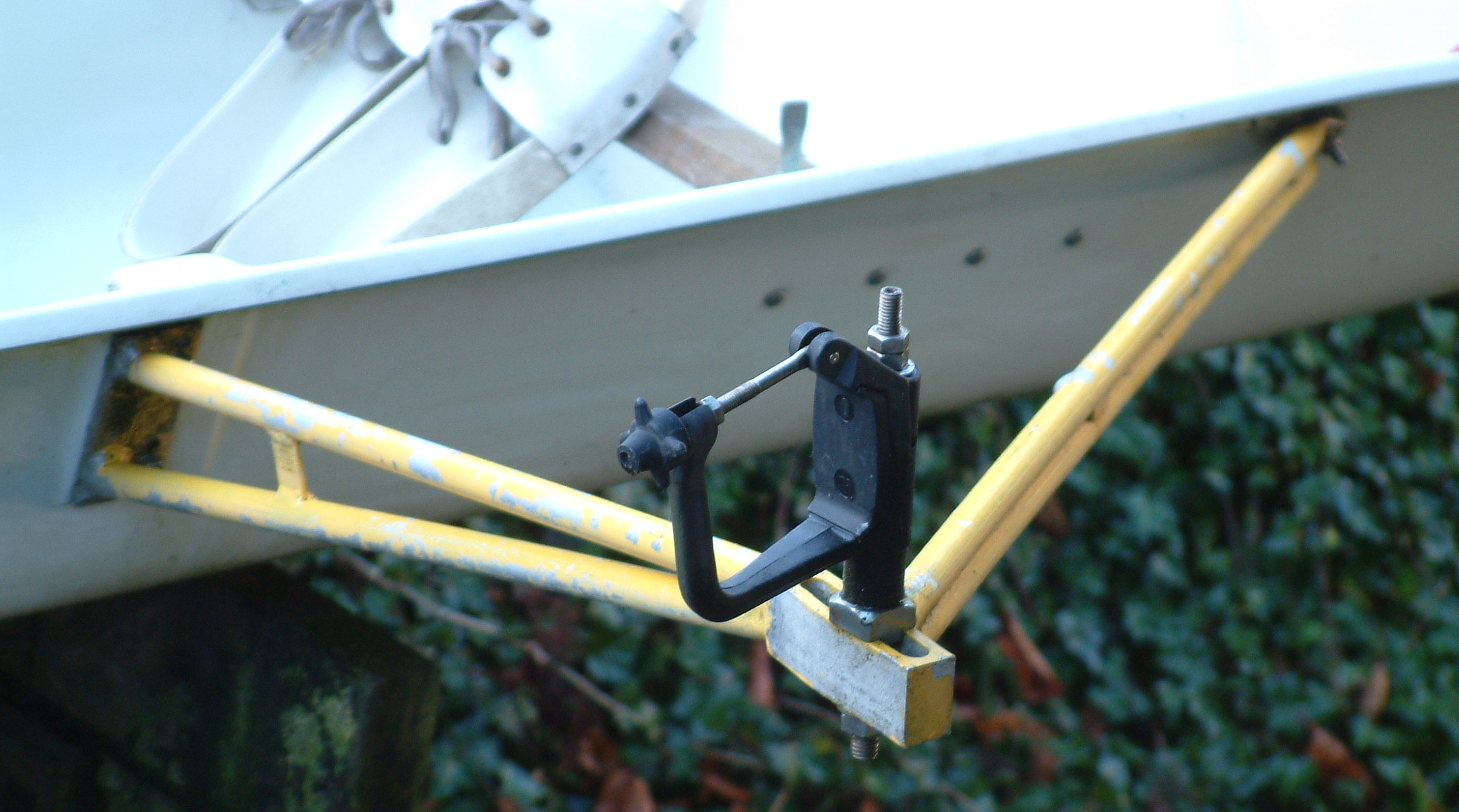
Rigger met dol

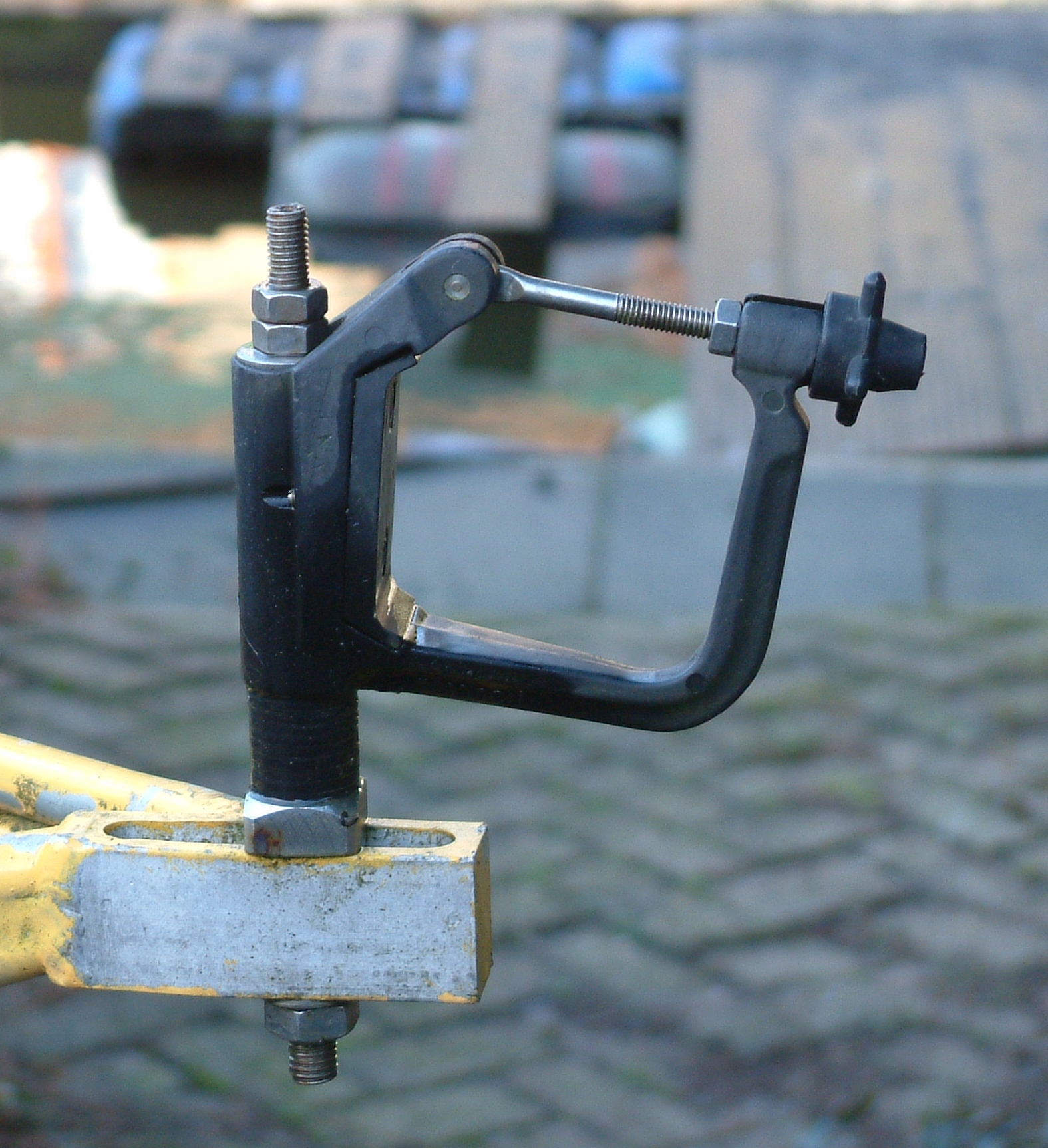
Dol met gesloten overslag

Een roeiriem, kortweg riem genoemd, wordt gebruikt om zich met een schip of boot over het water voort te bewegen. Op studentenroeiverenigingen wordt vaak het woord paal gebruikt voor een riem. De beweging die met een riem wordt gemaakt heet roeien. In overdrachtelijke zin komt het woord voor in: Je moet roeien met de riemen die je hebt.

## Beschrijving
Van oudsher bestaat de riem uit een blad met een lange steel en een handvat. De riem draait om een draaipunt op de zijkant van de boot. Bij oude schepen is dat een vast draaipunt, een uitsparing in het boord, het scheegat. Later werd er vaak een manchet om de riem aangebracht en dat manchet rust dan tegen een dol.
Bij huurbootjes draait de riem om een pen, wat voor de onervaren roeier het voordeel heeft dat de riem niet om zijn lengteas kan draaien.
Een klassieke kleine roeiriem kan ook worden gebruikt om te wrikken, maar het is plezieriger om daar een echte sloep- of wrikriem voor te gebruiken. Dat is niets anders dan een wat langere en zwaardere roeiriem. Wrikken doe je met één riem, die met de wrikslag niet uit het water komt.
De beweging van het blad door het water halen heet de haal, het moment van het water in gaan heet de inpik, het moment dat het blad het water weer verlaat heet de uitpik. Een verkeerde beweging waardoor de riem in het water blijft hangen "een snoek slaan".
Een houten roeiriem wordt geschaafd of tegenwoordig gedraaid.

## Verschil tussen roeiriem, roeispaan en peddel
Kleine stalen bootjes gebruiken meestal een veel goedkopere riem, een roeispaan. Het verschil tussen een riem en een spaan is gemakkelijk te zien. Een riem wordt van een rondhout gemaakt terwijl een roeispaan van een plank wordt gemaakt. Op een kwart van de plank worden een tweetal korte klampen bevestigd en door die drie planken wordt weer een pen gestoken, met aan de ene kant schroefdraad met moer en aan de andere kant een oog. Met dat oog wordt de spaan over een pen geschoven, die op het boord van de boot is gelast. Kunststof roeispanen bestaan niet.
Er is ook verschil tussen een riem en een peddel. Een peddel zit namelijk niet aan de boot met een dol of pen, maar wordt door de kanoër gebruikt en op twee punten vastgehouden waardoor het draaipunt zelf gevormd wordt. Hierdoor is een peddel ook veel korter dan een riem of een spaan. Omdat de persoon hierbij twee krachten tegengesteld aan elkaar moet leveren, is dit veel minder efficiënt dan een riem of een spaan. Er is echter een uitzondering op het bovenstaande: een skiff met een riviernaam, zoals Proet of Ucayali, heeft peddels in plaats van riemen.

## Kracht en lengte van de haal instelbaar
De nodige kracht en de gewenste lengte van de haal wordt bij wedstrijdriemen aan de roeier aangepast. Dat zou ook kunnen bij toerroeiers, maar daar wordt meestal gekozen voor een goed gemiddelde. Het draaipunt kan namelijk over de riem worden gevarieerd door de manchet over de steel van de riem te verschuiven. Ook kan bij sommige moderne riemen de totale lengte worden aangepast. Hiermee kan men ervoor zorgen dat de haallengte en de verhouding van de binnen- en buitenhendel onafhankelijk van elkaar kunnen worden gesteld.
Om minder ervaren roeiers te helpen bij hun oriëntatie in de boot, kunnen de moderne manchetten aan stuurboord en bakboord verschillende kleuren hebben. Overeenkomstig de boordverlichting van schepen en vliegtuigen is de stuurboordmanchet groen en de bakboordmanchet rood.
De lengte van de riem voor wedstrijdboten is voorgeschreven binnen een bereik, maar hangt wel af van het type boot: een boordgeroeide boot (roeien met één riem per persoon) heeft langere riemen dan een scullgeroeide boot (roeien met twee riemen per persoon).

## Rigger en dol
Bij de huidige wedstrijdroeiboten wordt de dol met een rigger een eindje buiten het boord van de boot gezet. Ook op de rigger kan de hoogte van de dol worden ingesteld door ringen onder de dol te leggen. Op de foto hierboven liggen geen ringen onder de dol, hetgeen betekent dat de dol op z'n laagst staat. Hoe hoger de dol, hoe gemakkelijker het oprijden. Het draaipunt kan verder worden versteld door de dol zijwaarts op de rigger te verschuiven. Om doorbuiging in de dol, en daarmee efficiëntie verlies te voorkomen worden op wedstrijdboten drukstangen bevestigd van de bovenkant van de dol naar de romp van de boot. Hiermee is de dol ondersteund aan beide zijden van de opgelegde kracht.

## Bladvormen van roeiriemen
MaconDe oorspronkelijke standaardvorm van de roeibladen, nu voornamelijk nog in gebruik voor recreatieve doelen (hoewel dit blad zelfs in de recreatie steeds meer vervangen wordt door BigBlades en aan het "uitsterven" is). De steel komt hier midden in het blad uit, het blad zelf is licht gekromd.
BigBlade of CleaverHet eerste asymmetrische blad. De bovenkant van het blad is kleiner dan de onderkant, waardoor de riem minder ver onder water gestoken hoeft te worden om toch geheel onder water te zijn. Daarnaast is het blad gekanteld ten opzichte van de steel, waardoor het blad evenwijdig is met de waterlijn, terwijl de steel schuin in het water wordt gestoken. Bovendien heeft het een groter oppervlak, waardoor het efficiënter is.
DroopsnootAsymmetrisch blad, met asymmetrische middenrib, evenwijdig aan het wateroppervlak, iets betere stabiliteit in het water. Niet erg gangbaar meer.
SlickOpvolger van Droopsnoot. Asymmetrisch blad, zonder middenrib, met speciale kromming en "haak", resulterend in een zeer stabiele stand in het water, met nog hogere efficiëntie en afstroming van het water langs het blad.
SmoothieOok een asymmetrisch blad, gladder dan de Bigblade. De middenrib ontbreekt, wat moet resulteren in een betere stroming langs het blad. Het ontbreken van de middenrib gaat echter ten koste van de bladstabiliteit. Hierdoor is het roeien met smoothies alleen effectiever voor (zeer) goede roeiers die geen of weinig last hebben van een verminderde bladstabiliteit.
Fat Smoothiehetzelfde idee als de Smoothie, maar in plaats van de rechthoekige vorm zijn de randen "gebold" (de doorsnede is in het midden dus groter dan aan de uiteinden). Hiermee wordt lekstroming langs de randen verminderd wat een hogere efficiëntie geeft. Er zijn geen significante technische nadelen in vergelijking met smoothie. Wel zijn ze een stuk duurder
Vortex edge(alleen in combinatie met (Fat) Smoothie) een blad met een vortex strip aan het uiteinde. De strip haalt de stroomlijn uit het blad aan het uiteinde, waardoor het makkelijker is druk vast te houden. Het wordt alleen toegepast bij Smoothies omdat alle bladen met een middenrib al geen gelijke stroming hebben over het blad. Het systeem is niet onomstreden. Het verhoogt de druk maar verlaagt de doorstroming en de meningen zijn daardoor verdeeld over het systeem; niet alle toppers gebruiken het. Een ander nadeel is dat het erg schadegevoelig is waardoor de strips regelmatig moeten worden vervangen.

## Kleuren van bladen
Iedere roeivereniging kent haar eigen kleurstelling van de bladen (roeibladmotief). Op het water kan men de vereniging van een roeiboot herkennen aan het roeiblad.